# Őrült Kalapos (képregény)
Az Őrült kalapos, valódi nevén Jervis Tetch egy kitalált szereplő, a DC Comics képregényeiben. A szereplőt Bill Finger és Lew Schwartz alkotta meg. Első megjelenése a Batman 49. számában volt, 1948 októberében. A karaktert Lewis Carroll Alice Csodaországban című regényéből adaptálták.
Batman egyik legrégebbi ellenfele, a képregényekben és a különböző adaptációkban olyan tudósként ábrázolják, aki felderítette és használja is az agykontroll technikáját, ezzel befolyásolva áldozatai tudatát.  

## A karakter története
A Bill Finger és Lew Sayre Schwartz által megalkotott Örült Kalapos első megjelenése Batman képregény sorozat 49. részében volt, 1948 októberében. Jervich Techet lenyűgözött minden méretű és fajtájú kalap, valamint őrült rajongással volt az Alice Csodaországban című történetért és annak folytatásáért. Dr. Blakloch, az Arkham Elmegyógyintézet orvosa szerint ha zavarba jön, elhárító mechanizmus lép nála életbe, önképe nem fejlődött ki, kényszerbetegségben szenved. Gyakran és előszeretettel hivatkozik Carroll történetére, és gyakran téveszti össze azt a valósággal. A kalapokkal szembeni imádata több részben is megjelenik, a meztelen Knockoutról kijelenti, hogy az nem tetszik neki, mert nincs rajta kalap, de előfordul, hogy addig nem hajlandó enni, amíg nincs rajta a kalapja. A Batman: Arkham Elmegyógyintézet történetben több utalás is található arra, hogy Tech pedofil. A Batman: Haunted Knight című képregényben elrabolja Barbara Gordont és egy olyan teapartiba kényszeríti, ami az Alice Csodaországban látható.

## Fiktív életrajz
Gyerekkorában sosem volt barátja a megjelenése miatt, ez felnőtt korában sem változott. Idegtudós lett, egy időben az Ella Littleton tulajdonában lévő panzióban lakott. Ott összebarátkozott Ella lányával, Connie-vel, aki néha segítette kutatásait. Connie középiskolás korában teherbe esik, hazugságra kényszerül, félve szigorú anyja reakciójától, és ráveszi Techt, hogy e célból használja az agykontrollert, valamint gyilkosságokra is réveszi. Bár évekig nem volt bizonyítható, ez lett Tech első bűncselekménye.